# Ersigen
Ersigen (toponimo tedesco) è un comune svizzero di 2 068 abitanti del Canton Berna, nella regione dell'Emmental-Alta Argovia (circondario dell'Emmental).

## Storia
Il 1º gennaio 2016 ha inglobato i comuni soppressi di Niederösch e Oberösch.

## Società

### Evoluzione demografica
L'evoluzione demografica è riportata nella seguente tabella:
Abitanti censiti

## Geografia antropica
- Ersigen[1]
  - Rudswil
- Niederösch[3]
  - Oberdorf
  - Rychebrunne
  - Unterdorf
- Oberösch[4]

## Economia

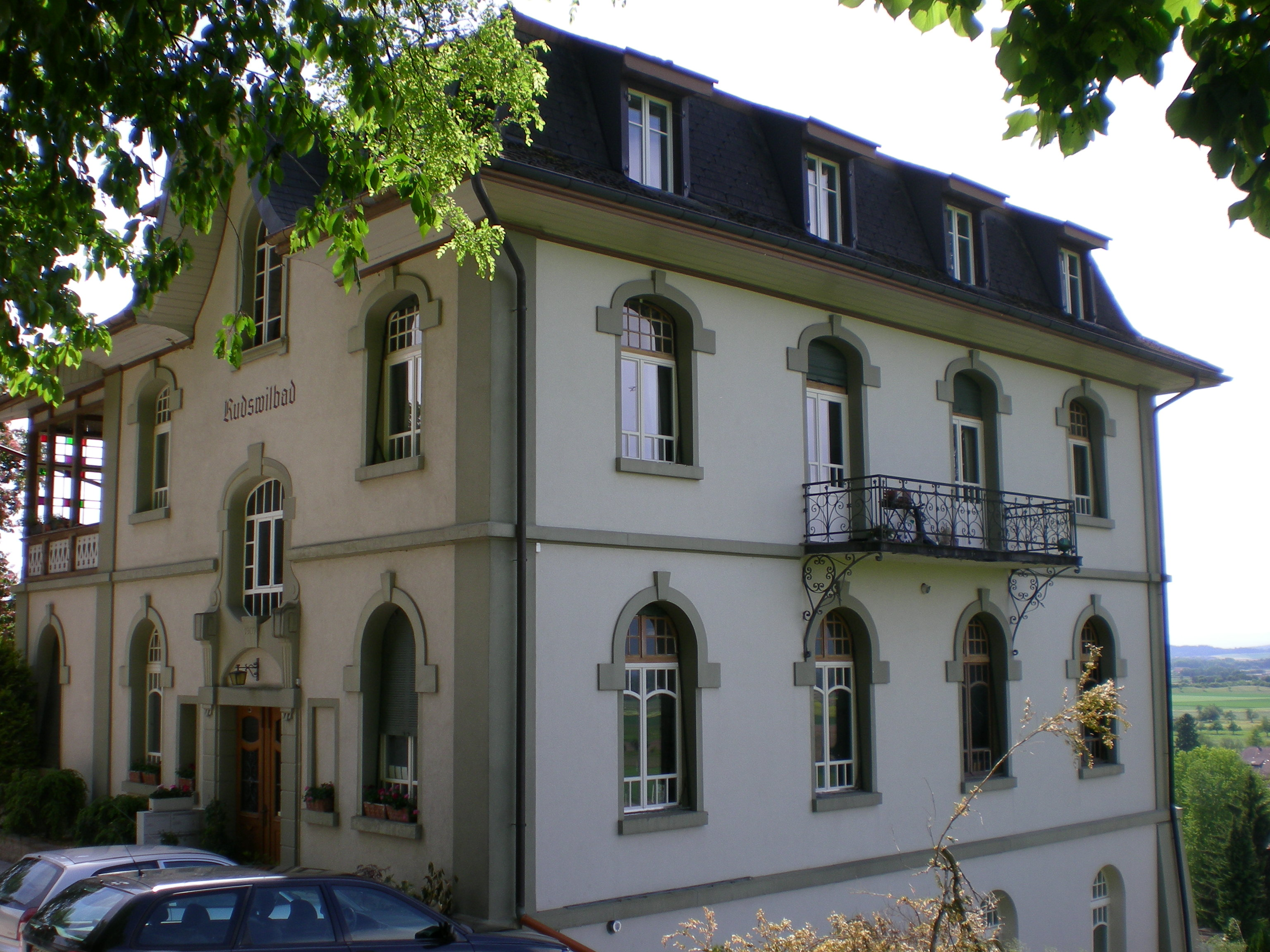
Le terme di Rudswil

La frazione Rudswil è una località termale sviluppatosa nei primi anni del XX secolo.

## Amministrazione
Ogni famiglia originaria del luogo fa parte del cosiddetto comune patriziale e ha la responsabilità della manutenzione di ogni bene ricadente all'interno dei confini del comune.